# Selenidera
Selenidera är ett fågelsläkte i familjen tukaner inom ordningen hackspettartade fåglar. Släktet omfattar vanligtvis sex arter som förekommer från Honduras till nordöstra Argentina och östra Bolivia:
- Gulörad tukanett (S. spectabilis)
- Guyanatukanett (S. piperivora) – syn. culik
- Prakttukanett (S. reinwardtii)
- Imeritukanett (S. nattereri)
- Amazontukanett (S. gouldi)
- Fläcknäbbad tukanett (S. maculirostris)